# Új hullám (zene)
Az új hullám, vagy new wave egy rockzenei műfaj, amely az 1970-es évek végén alakult ki, és az 1980-as évek közepéig élte virágkorát. A punk műfajból alakult ki, megőrizte annak a populáris kultúra elleni elutasítását, és sok más stílusból ihletet merített, mint a rock and roll, ska, reggae, pop, mod, elektronikus zene és funk.

## Története

### Nevének eredete
A new wave kifejezést eredetileg Seymour Stein, a Sire Records vezetője alkalmazta. Neki egy jól csengő névre volt szüksége, hogy a piacra vezethesse az újonnan felfedezett, addig csak underground státuszú együtteseit. Mivel a tanácsadói azt mondták neki, hogy a punk csak egy gyorsan elhaló divathullám eredménye, azonkívül ideológiai töltete, anarchizmusa és nyersessége miatt a zeneipar résztvevői üzletileg „nehezen kezelhetőnek” tartották, Stein kitalálta a new wave kifejezést, mert úgy vélte, hogy a zenéjük forradalmisága az 1960-as évek francia filmes új hullámának megfelelő. A filmes új hullám korszak művészei is tömegkultúraellenesek és kísérletezők voltak. A new wave kifejezés így a korai időkben a punk szinonimájának számított.

### Fontosabb előadók és irányzatok
A new wave úttörői között olyan neveket említhetünk, mint Adam and the Ants, Elvis Costello, a The Pretenders, a The Police vagy a Talking Heads.
Megjegyezzük, hogy a new wave egyértelműen a nagy-britanniai zene „világhódításaként” értelmezhető. A legfontosabb előadók mind britek (noha Európa és az USA is kitermelte a saját new wave előadóit, mint például Németországban a német új hullámot, a Neue Deutsche Welle-t.)
Külön figyelmet érdemel a szocialista országok új hulláma. A Keleti blokk államaiban a punk együttesekkel együtt szigorúan tiltva voltak, kivéve Jugoszláviában és Lengyelországban. A jugoszláv új hullám is fontosnak tekinthető, hiszen a legtöbb jugoszláv új hullámos zenekar nagy szerepet játszott Magyarországon a punk és new wave 1980-as évekbeli kibontakozásában.

### Magyar zenei új hullám
Magyarországon a Kádár-korszak utolsó évtizedének kultúrpolitikai viszonyai között a new wave mozgalom sajátos formája alakult ki. A rendszer tiltotta a punkot és az új hullám élesebben kritikus szövegű produktumait, emiatt a legtöbb együttestől lemezfelvétel híján csupán néhány rossz állapotú demó maradt fenn. A szintipop és alternatív rock műfajok pedig - a kemény rockhoz hasonlóan - zömmel a tűrt kategóriába kerültek. Koncertezni hagyták őket, de lemezeket 1988-ig alig adhattak ki.
Az új hullám elnevezést eleinte összevissza használta a korabeli sajtó. Néha olyan - hagyományosnak tekinthető rockzenét játszó - együttesekre is ráhúzták, mint például az Eddára és a Piramisra.
Amelyik együttes lemezkiadási lehetőséget kapott, velük szemben mesterségesen keltett ellenséges hangulatot a közönség és más együttesek körében néhány újságíró (elsősorban S. J. és C. Gy.) azzal, hogy kitalálták és cikkeikben rájuk aggatták az „állami új hullám” bélyeget: KFT, GM49, Fórum, Prognózis stb. Igazából a Fórum inkább skát, a Prognózis rockzenét játszott. A valóságban például a közülük eredetiségével az irányzat meghatározó együttesévé váló KFT-t másokhoz hasonló módon próbálta ellehetetleníteni a kulturális vezetés, élén a Magyar Hanglemezkiadó Vállalattal. Az ő sikerük annak volt köszönhető, hogy a megalakulásuk után szinte rögtön részt vettek a Magyar Televízió 1981-es Tánc- és popdalfesztiválján, ahol Bábu vagy című számuk egyik napról a másikra a legkeresettebb együttessé tette őket. Bár a dal szövege enyhe politikai áthallásokat sejtetett, a népszerűség miatt már nem lehetett velük mit kezdeni. A Lemezgyár szerződést kötött velük, de lemezeiket szándékosan alig terjesztették (erről maga az akkori márkamenedzser nyilatkozott a Magyar Rádiónak), külföldi megjelenéseiket akadályozták, később másfél évre letiltották őket a Magyar Televízióból. Ők hívták meg Magyarországra a német Der Plan, az osztrák Drahdiwaberl és az olasz Bisca együtteseket.
A legfontosabb magyar alternatív zenét játszó új hullámos együttesek közé tartozik a Bizottság, az URH, az Európa Kiadó, a Neurotic, a Kontroll Csoport, a Spions, a VHK, és a Balaton. Létezett néhány kultikus klub, egyetemi klub, ahol viszonylag rendszeresen felléptek az új hullámos együttesek és általában nagy sikerű telt házas koncerteket tartottak. Rövid idő után azonban szó szerint a föld alá kényszerültek, hiszen abszolút nemkívánatosak voltak a magyar zenei színtéren. Zenéjük csak néhány, általában rossz minőségű felvételen maradt meg.
Jellemző azonban a magyar zenei színtérre, hogy a punk és az új hullám – ellentétben például Lengyelországgal vagy Jugoszláviával – mindvégig a periférián maradt, a fiatal korosztály nagy része még az 1980-as évek közepén is a mainstream együttesekért rajongott. Ebben része volt a Hungaroton 1988-ig tartó monopolhelyzetének és valamennyire a „nagy generáció” néhány zenészének is, akik az új hullámmal szembeni ellenérzésüknek hangot is adtak az 1981-es tatai rocktanácskozáson.

## Legfontosabb Neue Deutsche Welle-együttesek
- Abwärts
- Andreas Dorau
- Andy Giorbino
- Bärchen und die Milchbubis
- Der Plan
- Deutsch Amerikanische Freundschaft / DAF
- DÖF
- Extrabreit
- Falco
- Fehlfarben
- FSK
- Hansi Lang
- Hubert Kah
- Ideal
- Ja Ja Ja
- Jawoll
- Joachim Witt
- KeinMenscH!
- Kosmonautentraum
- Liaisons Dangereuses
- Malaria!
- Male
- Minisex
- Mittagspause
- Nena
- Neonbabies
- Nichts
- Palais Schaumburg
- Pavian Band
- Peter Schilling
- Pyrolator
- Relax
- Snäp
- Spliff
- S.Y.P.H.
- Sprung aus den Wolken
- Trio
- Die Tödliche Doris
- The Wirtschaftswunder
- United Balls
- ZaZa
- Die Zimmermänner
- Xmal Deutschland

## Legfontosabb jugoszláv új hullámos együttesek

### Szlovénia
- Buldožer (Ljubljana)
- Berlinski zid (Ljubljana)
- Grupa 92 (Ljubljana)
- Lačni Franz (Maribor)

### Horvátország
- Prljavo kazalište (Zágráb)
- Azra (Zágráb)
- Termiti (Fiume)
- Haustor (Zágráb)
- Patrola (Zágráb)
- Paraf (Fiume)
- Mrtvi kanal (Fiume)
- Parlament (Zágráb)
- Parni valjak (Zágráb) – csak a Vruće Igre nagylemezükön
- Riva (Zára)
- Stidljiva ljubičica (Vrbovec)
- Xenia (Fiume/Zágráb) – kezdetkor
- Aerodrom (Zágráb) – csak a Tango Bango nagylemezükön
- Animatori (Bród)
- Film (Zágráb)

### Szerbia
- Bezobrazno zeleno (Belgrade) – initial period
- Električni orgazam (Belgrade)
- Idoli (Belgrade)
- Kontraritam (Úјvidék)
- Laboratorija zvuka (Újvidék)
- Petar i zli vuci (Belgrade)
- Piloti (Belgrade) – initial period
- Radnička kontrola (Belgrade)
- Šarlo akrobata (Belgrade)
- U škripcu (Belgrade) – initial period
- Zana (Belgrade) – first album only

### Bosznia-Hercegovina
- Bijelo dugme (Sarajevo) – csak a Doživjeti stotu nagylemezükön

### Macedónia
- Cilindar (Szkopje)
- Tokmu taka (Szkopje)
- Usta na usta (Szkopje) feat. Aleksandar Prokopiev (ex-Idoli)

## Legfontosabb lengyel új hullámos együttesek
- Republika
- Kryzys
- Brygada Kryzys
- Aya RL
- Tilt
- Madame
- Siekiera
- Variete
- Kult

### Megszűnt oldalak
- Újhullámos kislexikon
- A Danubius Online mint alapvető forrásmunka
- Fontosabb előadók listája (angol)
- Sok információ részletekben
- Írás a Merliner lapban
- Szőnyei Tamás (M.U.Z.I.K.): Punkwave
- Angol forrás